# Micronuclearia
Micronuclearia este un gen de nucleariide. Include specia Micronuclearia podoventralis.